# Navire de ravitaillement offshore
 (juillet 2017).
Si vous disposez d'ouvrages ou d'articles de référence ou si vous connaissez des sites web de qualité traitant du thème abordé ici, merci de compléter l'article en donnant les références utiles à sa vérifiabilité et en les liant à la section « Notes et références ».
Pour un article plus général, voir Navire ravitailleur.

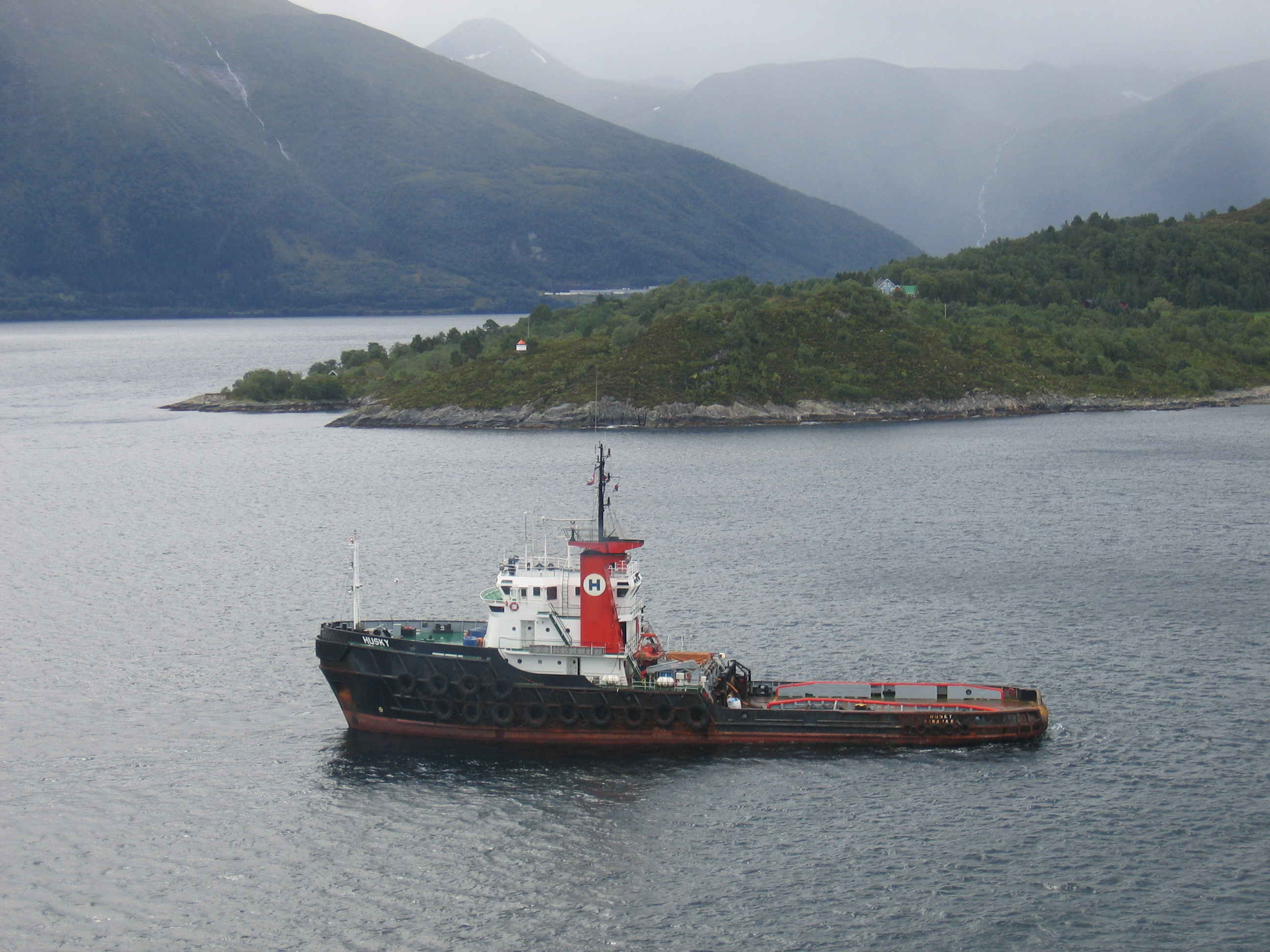
Le Husky, navire manœuvreur d'ancres, en Norvège.

Un navire de ravitaillement offshore (aussi appelés navire de ravitaillement offshore ou supply vessel en anglais) est un navire ravitailleur destiné au soutien des plates-formes de forage en mer.

## Différents types de navires d'assistance aux plates-formes
Les Platform Supply Vessels (PSV), anciennement Straight Supply : navires de ravitaillement à grande capacité de stockage en pontée et en soute.

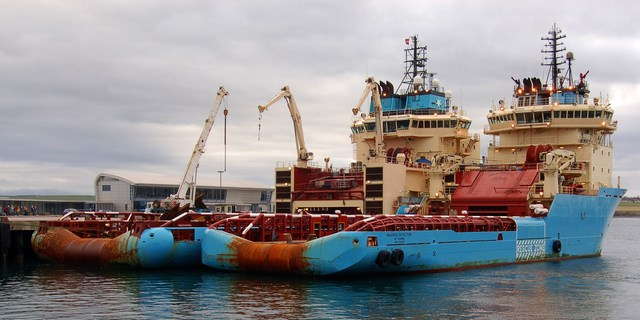
Deux Anchor Handling Tugs de la compagnie Mærsk

Les Anchor Handling Tugs Supply (AHTS) : navires, qui en plus de capacités similaires aux PSV, peuvent remorquer et ancrer les plates-formes de forage flottantes (semi submersibles ou auto-élévatrices (Jack-ups)).
Les Multi Purpose Supply Vessels (MPSV) : navires polyvalents capables de fournir une large diversité de services de maintenance, en particulier pour tout ce qui touche aux équipements sous-marins tels que les têtes de puits, les jumpers. Ces navires sont équipés de ROV (Remote Operated Vehicles), robots qui permettent d'intervenir par grande profondeur. Ils sont généralement équipés d'une grue à grande capacité de levage (100 tonnes et plus) pourvue d'un dispositif compensateur de houle pour réduire les mouvements des éléments à installer sur le fond.
Les Fast Supply Intervention Vessels (FSIV) : navires rapides (25 nœuds environ) avec une capacité en pontée de 200 tonnes environ et pouvant transporter des passagers. Ils servent essentiellement pour les transports de pièces urgentes et de petits colis.
Les Crew Boats (navire à passagers): Ils servent à transporter du personnel « pétroliers » entre la terre et les installations en mer. Ils peuvent être des navires à grande vitesse (NGV) avec une vitesse moyenne de 35 nœuds. Il existe aussi des crew boats plus petits servant aux transports inter-sites. Toutefois, l'hélicoptère est aussi utilisé pour les transferts terre-mer, spécialement dans les régions aux conditions météorologiques difficiles, comme la mer du Nord. Ils sont parfois nommés FCB (Fast Crew Boats) ou encore FPSV (Fast Passenger & Supply Vessels) quand ils peuvent transporter à la fois des passagers et des marchandises.
Les navires de Stand-by/Rescue: Ce sont des navires dévolus à la sécurité des plates-formes. Ils restent patrouiller en permanence dans un rayon d'un mille environ autour de l'installation et doivent être prêts à intervenir en cas de chute à la mer, d'évacuation ou de lutte contre l'incendie. On les rencontre essentiellement en mer du Nord. Ce sont souvent d'anciens chalutiers reconvertis, ou à l'opposé, des navires modernes suréquipés qui peuvent assurer la sécurité de plusieurs installations à la fois.
La conception et les équipements de ces navires ont énormément évolué au cours des années passées.

## Conception

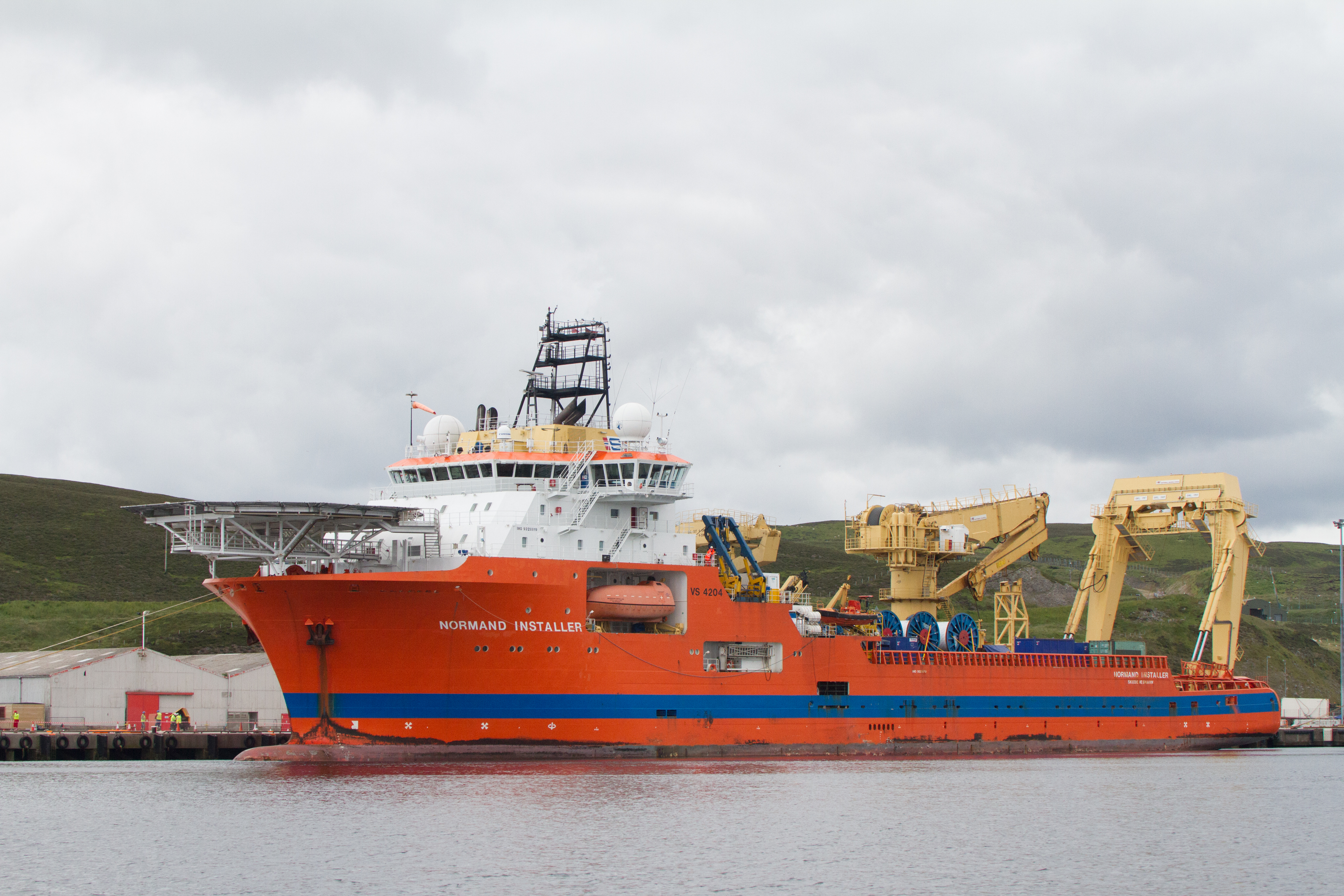
Le MPSV Normand Installer, construit au chantier Ulstein

Longtemps, le design des navires a vu s'opposer deux écoles l'une avec pour inspirateurs les chantiers norvégiens et l'autre les shipyards américains, la première privilégiant une conception alliant sécurité et innovation, l'autre faisant la part belle à l'efficacité d'équipements fiabilisés au fil des ans.
En particulier, le chantier Ulstein, en Norvège, a produit des navires dont certains modèles ont été construits en un grand nombre d'exemplaires. Lancé dans les années 1970, l'AHTS de type UT (pour Ulstein) 704 est un de ces navires. L'UT 708 a été également un navire extrêmement marin et manœuvrant. Ces dernières années, l'UT 755 est devenu un standard pour les PSV.
Aux côtés d'Ulstein, on peut citer Vik&Sandvik, Kmar. Pour les États-Unis, les chantiers Bollinger sont toujours une référence.
Pour parler plus précisément de conception, il importe de préciser les points à privilégier par type de navire (PSV, AHTS, etc.). Un point commun pour tous est la manœuvrabilité. Ces unités doivent se positionner, pendant des heures voire des jours, à proximité (moins de 10 mètres) des installations, en pleine mer et donc exposés aux éléments (vent, houle, courant). Il faut donc pouvoir maintenir la position sans mettre en danger l'installation et le navire lui-même. On assiste actuellement à une évolution des modes de propulsion. Alors que la quasi-totalité des navires sortis de chantier jusqu'aux années 2007-2008 étaient équipés de deux lignes d'arbres/hélices à pas variable avec tuyères, de propulseurs avant et arrière, nombre de navires sont maintenant équipés d'un système Diesel Électrique qui alimente des propulseurs azimutaux. Le groupe Bourbon a été l'initiateur de cette évolution significative avec les navires de type Bourbon Liberty qui ont marqué une rupture avec les modes de propulsion en vigueur jusqu'alors avec comme arguments principaux la moindre consommation de carburant et le gain d'espace cargo (l'espace machine est situé sur le pont). Le positionnement dynamique est devenu un équipement standard sur toutes ces nouvelles unités et exigé maintenant par la plupart des opérateurs pétroliers. Manœuvrabilité ne signifie pas nécessairement puissance et même les petits navires sont pourvus des équipements cités ci-dessus. Toutes les passerelles de ces navires possèdent également deux postes de manœuvre.
Un poste avant qui sert essentiellement lors des navigations de transit et approches d'installation et un poste arrière qui reprend les commandes (moteurs, propulseurs, appareils à gouverner, etc.) déjà présentes sur le poste avant avec en plus les commandes de treuils, les commandes de démarrage/arrêt/arrêt d'urgence des pompes de déchargement des produits. En séquence « travail » le navire est toujours manœuvré du poste arrière ce qui permet à l'officier responsable de surveiller les opérations et de maintenir la position du navire. Cet officier reste en communication radio constante avec le personnel sur le pont et le personnel de l'installation.

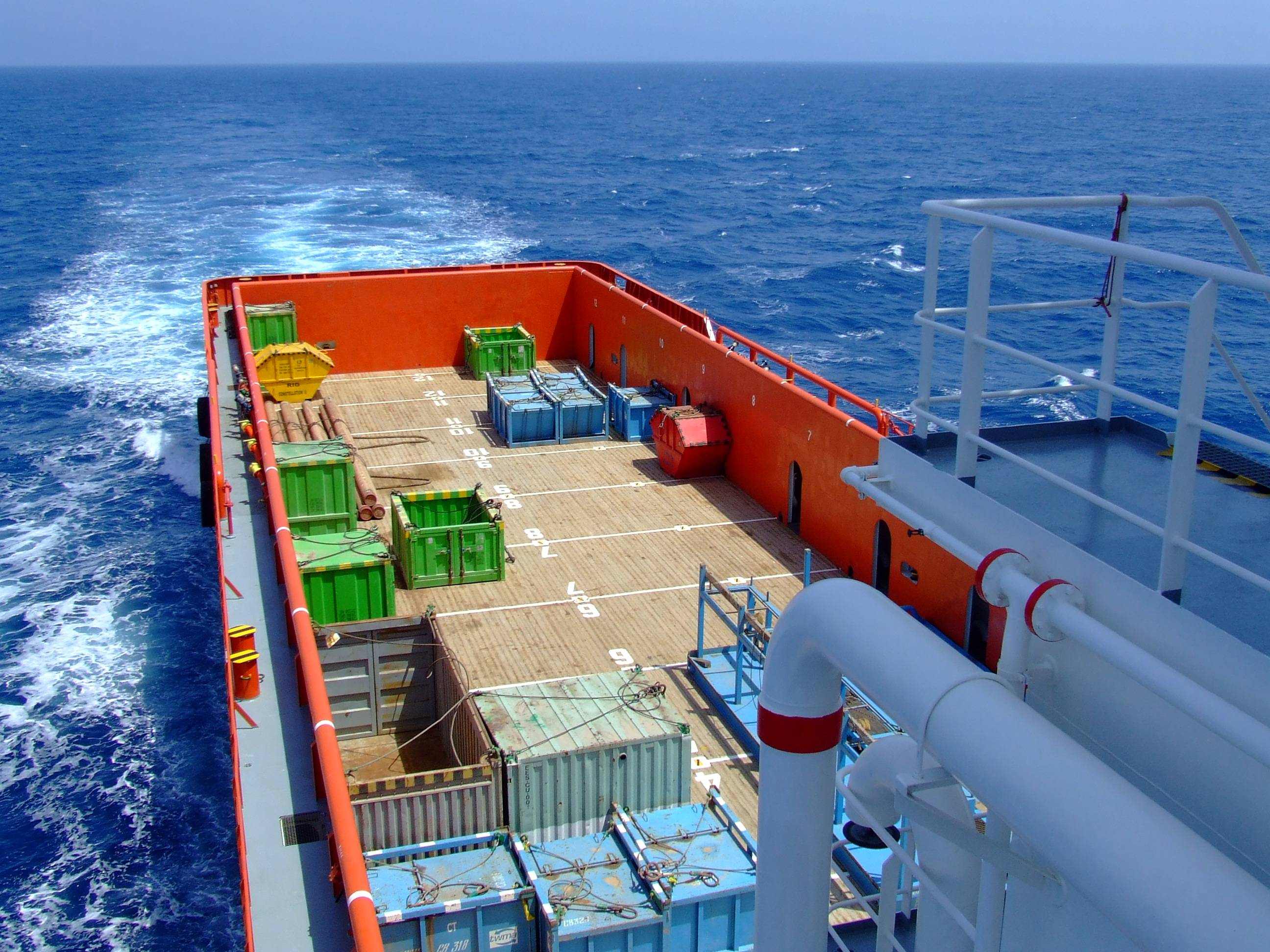
Espace de stockage sur le pont d'un PSV

Le PSV doit posséder d'importantes capacités de stockages de produits liquides tels que l'eau industrielle (Drill Water), l'eau douce (Fresh Water), le gazole, l'huile de base (Base Oil), la boue de forage (Oil Based Mud ou Water Based Mud), le méthanol. Il doit également avoir des capacités pour recevoir les produits pulvérulents tels que le ciment, la bentonite, la barite, le baracarb (carbonate de calcium) qui sont chargés et déchargés par un flux d'air sous pression. Le PSV a également un pont arrière dégagé, généralement recouvert de bois, ce qui évite le ripage de cargaison. Les bouches de déchargement des produits sont également disposées sur l'arrière (voir le chapitre sur la manœuvre). La puissance moteur de ces navires est relativement faible. L'arrière du navire est fermé par un pavois.
Les AHTS ont toutes les caractéristiques propres aux PSV, mais disposent eux de moteurs puissants pour pouvoir remorquer les plates-formes semisubmersibles et les plate-formes auto-élévatrices, relever des ancres surdimensionnées, stocker des longueurs de câbles et de chaînes importantes. L'atout principal de ces navires est le treuil, ou plutôt l'ensemble treuil qui se compose en fait d'un treuil destiné au remorquage et d'un autre destiné à la manipulation des ancres (Anchor Handling). Ces treuils ont une forte puissance au relevage (jusqu'à 500 tonnes, voire plus) ainsi qu'une tenue au frein conséquente (jusqu'à 400 tonnes). Ils sont pourvus d'un guide câble (spooling device) qui aide au rangement de grandes longueurs de câble (jusqu'à 5 000 mètres). La partie arrière du pont est en général renforcée et faite d'acier, l'avant restant couvert de bois. L'arrière du navire est ouvert et pourvu d'un fort rouleau qui permet le relevage de charges (ancres, bouées par exemple) et le passage des câbles/chaînes.

## Équipements

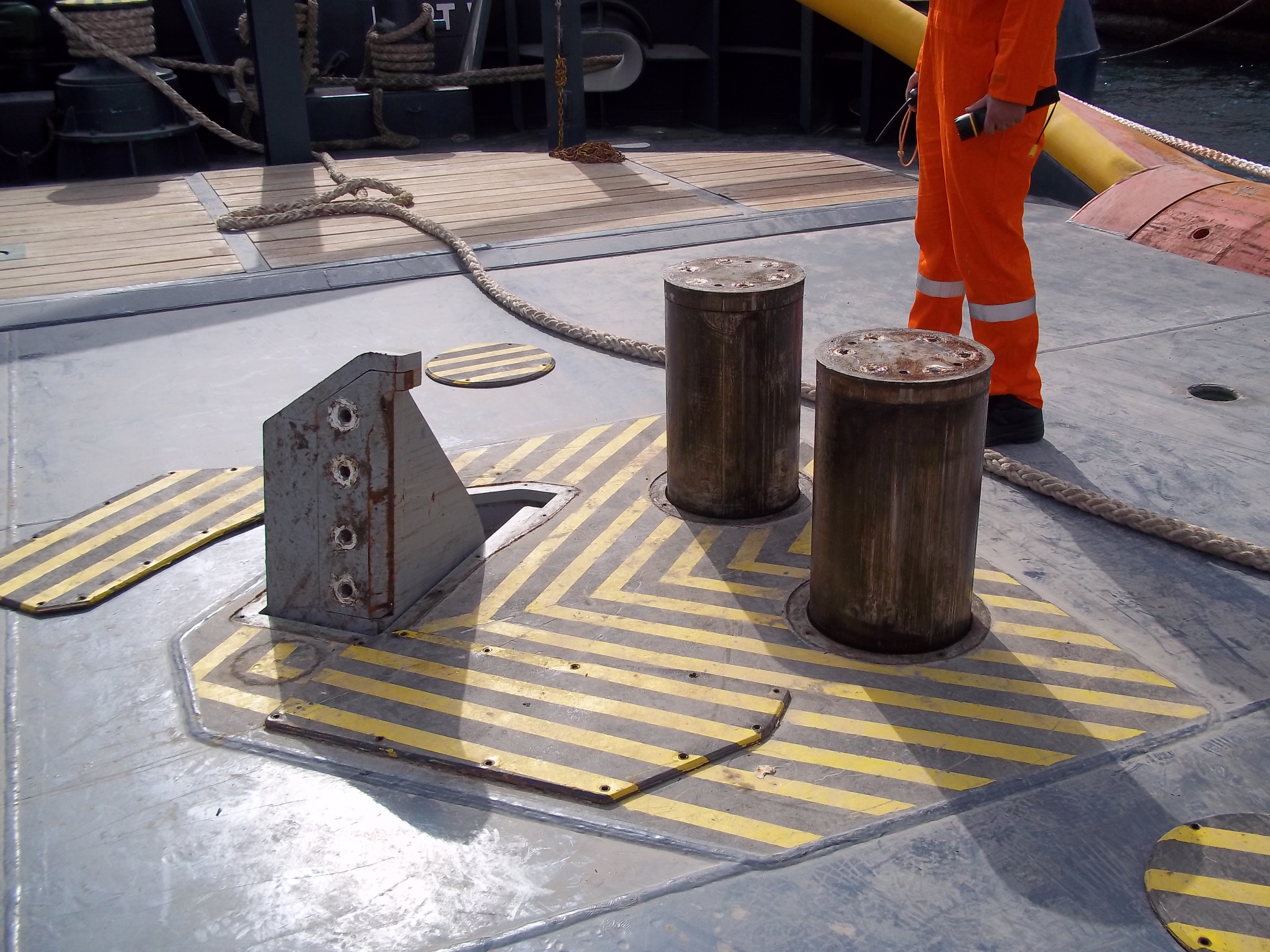
Towing pins et shark jaws.

Un des points forts des supply norvégiens repose sur le fait que l'ensemble des composants équipant le navire sont conçus et fabriqués en Norvège. Par exemple, le fabricant de treuils Bratvaag, leader mondial pour les treuils destinés à l'anchor handling (« manipulation d'ancre ») a son usine à Brattvaag. Même remarque pour Karmoy et ses bittards hydrauliques, Bergen pour les moteurs Bergen. Autre atout, Kongsberg qui fournit les systèmes de positionnements dynamiques et tout ce qui touche à l'automation.
On peut dire également que les innovations majeures en matière de sécurité sont le fait des Norvégiens. Les bittards hydrauliques sont un bon exemple. Ces bittards sont de deux types : les towing pins et les shark jaws . Le rôle des towing pins est de maintenir le câble au centre du navire et éviter que la remorque ou le câble d'ancre ne passe sur le côté du navire. Auparavant ces bittards étaient de simples tubes renforcés qu'il fallait installer, à la main, dans des encoches prévues à cet effet sur le pont, au prix d'efforts épuisants pour l'équipage et, avec en prime, le risque de les voir sauter en cas de forte tension. Ce sont maintenant des pièces forgées qui montent et descendent à la demande, commandées depuis la passerelle ou le pont. Elles peuvent être pourvues de coiffes qui empêchent le câble de passer par-dessus ces pins. Les shark jaws sont aussi des bittards hydrauliques pourvus d'encoches calibrées qui permettent d'immobiliser les maillons des chaînes ou les cosses des câbles pour permettre leur connexion ou déconnexion. Avant cela, on utilisait le pelican hook, fixé à un câble de retenue, qui était en fait comparable à un stoppeur de chaîne d'ancre. Ce système très dangereux a été à l'origine de nombreux accidents. Le modèle shark jaw permet de travailler aujourd'hui en sécurité.

## PSV
Les PSV sont destinés au ravitaillement des engins de forage, des plateformes pétrolières. C'est là leur fonction principale. Ils ont également des fonctions annexes telles que la lutte anti-pollution, la lutte anti-incendie, la capacité à récupérer des personnes évacuées des plates-formes ou tombées accidentellement à la mer. Le chargement des produits et équipements se fait au port, généralement une base pétrolière. Comme exprimé ci-dessus, ils peuvent charger des produits en vrac et/ou des équipements en pontée (équipements de forage, pipes, risers, etc.). Ce sont véritablement des "camions de la mer" qui livrent à l'installation offshore tous les produits dont elle peut avoir besoin, mais livre également la nourriture, éventuellement transfère des personnels via un basket ou un frog. Ce type de navire a également fonction de charger le "back cargo" qui est en fait tout l'équipement (containers vides, poubelles, risers, tubes de forage, etc.) que l'installation veut renvoyer à terre. Cela peut inclure également le chargement en soute des boues de forages usagées ou tout autre fluide. Une fonction annexe de ces navires qui peuvent rester en stand by offshore jusqu'à plusieurs semaines est de servir de plate-forme de stockage au rig ou à l'installation où la place est souvent comptée. Le navire peut rester des jours en positionnement dynamique, très proche de l'installation, à recevoir et transférer des équipements.

## AHTS
Les AHTS ont vu leur rôle évoluer ces dernières années du fait de l'importance grandissante des systèmes de positionnement dynamique qui équipent maintenant tous les rigs qui sortent de chantier. La fonction principale de ce type de navire est de déployer et relever les ancres des installations flottantes tant les rigs que les jack-up sans oublier les barges (forage, accommodations, etc). Il y a également actuellement, en 2015, une différenciation marquée entre les AHTS affectés à l'eau peu profonde (shallow water) et ceux qui opèrent en eau profonde (deep water). Tandis que les premiers, d'une puissance moyenne de 70/80 tonnes de Bollard Pull (jusque 120 T) continuent à opérer des appareils classiques à ance, les seconds, d'une puissance moyenne supérieure à 200 tonnes de Bollard Pull sont engagés dans des opérations complexes (pre laid mooring, par exemple) qui les rapprochent des navires de pose. Cette inflation dans la puissance des navires est liée, pour partie, aux exigences des compagnies d'assurance qui, à la suite de la catastrophe de Macondo on haussé leur niveau d'exigence. À noter que cette sectorisation exclut de fait les anchors handlers de puissance intermédiaire (160 T) qui sont soit trop petits soit trop gros.